# Daliah Lavi
Pour les articles homonymes, voir Lavi.
 (mai 2017).
Si vous disposez d'ouvrages ou d'articles de référence ou si vous connaissez des sites web de qualité traitant du thème abordé ici, merci de compléter l'article en donnant les références utiles à sa vérifiabilité et en les liant à la section « Notes et références ».
Daliah Lewinbuk, dite Daliah Lavi (en hébreu : דליה לביא), née le 12 octobre 1942 à Shavei Tsion (Palestine mandataire) et morte le 3 mai 2017 à Asheville (Caroline du Nord),, est une actrice et chanteuse israélienne.

## Biographie
Daliah Lavi suit des études de ballet à Stockholm lorsqu’elle apparaît pour la première fois dans un film Hemsöborna en 1955. De retour en Israël, elle se lance dans une carrière d’actrice et joue alors dans un grand nombre de productions européennes et américaines. Maîtrisant plusieurs langues, elle joue dans des films en allemand, français, italien, espagnol et anglais.

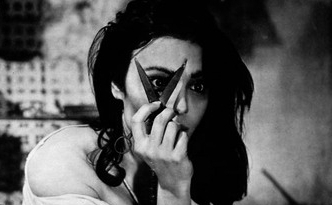
Daliah Lavi en 1963 dans Le Démon dans la chair.

Avec le déclin de sa carrière d’actrice, Lavi se lance dans la chanson populaire en Allemagne où elle interprète des succès tels que Oh, wann kommst du? et Willst du mit mir geh’n?.

## Filmographie partielle
- 1960 : Candide ou l'Optimisme au XXe siècle de Norbert Carbonnaux
- 1961 : La Fête espagnole de Jean-Jacques Vierne
- 1961 : Un soir sur la plage de Michel Boisrond
- 1961 : Le Jeu de la vérité de Robert Hossein
- 1961 : Le Puits aux trois vérités de François Villiers
- 1961 : Le Retour du docteur Mabuse (Im Stahlnetz des Dr. Mabuse) d'Harald Reinl
- 1962 : Quinze jours ailleurs (Two Weeks in Another Town) de Vincente Minnelli
- 1962 : Bataille de polochons (Das schwarz-weiß-rote Himmelbett) de Rolf Thiele
- 1963 : Le Corps et le Fouet (La Frusta e il corpo) de Mario Bava
- 1963 : Le Démon dans la chair (Il demonio) de Brunello Rondi
- 1963 : Le Grand Jeu de l'amour (Das große Liebesspiel) d'Alfred Weidenmann
- 1964 : Les Cavaliers rouges (La battaglia do Fort Apache) d'Hugo Fregonese
- 1964 : Cyrano et d'Artagnan d'Abel Gance
- 1965 : Les DM-Killers (DM-Killer) de Rolf Thiele
- 1965 : Lord Jim de Richard Brooks
- 1965 : La Célestine (La Celestina P... R...) de Carlo Lizzani
- 1965 : Du suif dans l'Orient-Express (Schüsse im 3/4 Takt) d'Alfred Weidenmann
- 1965 : Les Dix Petits Indiens (Ten Little Indians) de George Pollock
- 1966 : Un micro dans le nez (The Spy with a Cold Nose) de Daniel Petrie
- 1966 : Matt Helm, agent très spécial (The Silencers) de Phil Karlson avec Dean Martin
- 1967 : Casino Royale de Val Guest, Ken Hughes, John Huston ...
- 1967 : Le Grand Départ vers la Lune (Rocket to the Moon) de Don Sharp
- 1968 : Mandat d'arrêt de Ralph Thomas
- 1971 : Catlow de Sam Wanamaker : Rosita